# Cnodocentron trilineatum
Cnodocentron trilineatum är en nattsländeart som först beskrevs av Martin E. Mosely 1934.  Cnodocentron trilineatum ingår i släktet Cnodocentron och familjen Xiphocentronidae. Inga underarter finns listade i Catalogue of Life.